# Eupithecia hoenei
Eupithecia hoenei es una especie de polilla de la familia Geometridae. La especie fue descrita por primera vez por András Mátyás Vojnits habiendo sido descrita en 1976, con distribución en Asia. El holotipo de la especie fue descrita en monte Mian, conocido por su nombre en ch,ino, Mianshan, provincia de Shaanxi, China. a una altitud de 2000 metros (6561,7 pies).